# Тандинський кожуун
Тандинський кожуун (тув. Таңды кожуун) — муніципальний район у складі Республіки Тива. Розташований в центральній частині Республіки. Площа території — 5,1 тис. км². Розташований в Тувинській улоговині та передгір'ях Східного Танну-ола
Адміністративний центр — село Бай-Хаак (населення ~3,5 тис. осіб в 2002 році). Населення — 13,6 тис. осіб (2002).
В районі знаходяться озера Чагитай, Дус-Холь, Хадин, Чедер, протікає ліва притока Єнісею — річка Елегест.

## Адміністративний поділ
- Ариг-Бажинське сільське поселення — с. Кизил-Ариг;
- Бай-Хаацьке сільське поселення — с. Бай-Хаак;
- Балгазинське сільське поселення — с. Балгазин;
- Дургенське сільське поселення — с. Дурген;
- Кочетовське сільське поселення — с. Кочетово;
- Межегейське сільське поселення — с. Межегей;
- Успенське сільське поселення — с. Успенка.

## Клімат
Клімат різкоконтинентальний. Особливістю місцевого клімата є велика амплітуда коливань температур зимового та літнього періодів та добових температур, посушлива весна із сильними вітрами та дуже мала кількість атмосферних опадів. Середня температура січня – 22,8°С. 
Висота снігового покрову не більше 20-24 см, у сніжні зими досягає 30-40 см. Найрозповсюдженішими є ґрунти каштанового типу.

## Господарство
В районі вирощують зернові, розводять велику рогату худобу та овець. Розвинена харчова промисловість.

## Корисні копалини
На території кожууна є велике родовище кам'яного вугілля - Межегейське. Розвідані сосновське родовище суглинків, які придатні для виробництва цегли та керамзиту. Також є Терехтинське родовище питних вод високої якості.

## Туризм
В селі Кочетово є меморіальний комплекс, присвячений всетувинському виконавчому з'їзду, який проходив тут в 1921 році, і на якому було проголошено незалежність Туви. Біля села Балгазин знаходиться реліктовий сосновий бір.